# Caririchrysa skulda
Caririchrysa skulda là một loài côn trùng trong họ Chrysopidae thuộc bộ Neuroptera. Loài này được Martins-Neto miêu tả năm 2003.